# Plantago sparsiflora
Plantago sparsiflora är en grobladsväxtart som beskrevs av André Michaux. Plantago sparsiflora ingår i släktet kämpar, och familjen grobladsväxter. Inga underarter finns listade i Catalogue of Life.